# Doramas
Doramas va ser un guerrer canari de finals del segle xv, membre de la resistència guanxe a l'illa de Gran Canària davant la invasió de la Corona de Castella escomesa pels Reis Catòlics, qui van finançar l'actuació. Originari del regne de Telde, pertanyia a la classe social dels axicatnas (esquilats), com els aborígens canaris coneixien als plebeus. Aquests havien de dur el pèl curt, no com els nobles, que el duien llarg i gaudien de certs privilegis. El nom de Doramas se suposa un sobrenom, que significaria «el d'amples nassos». De complexió forta, ample d'esquena i alçària mitjana, Doramas era conegut per la seva destresa en el combat i la seva capacitat de lideratge. En la batalla se li descriu amb una rodela de drago a manera d'escut, blanca, negra i colorida, en quarterat, i portant una enorme espasa de fusta.

## Fetes militars
Va participar activament en la defensa de l'illa quan Castella va iniciar la conquesta en 1478. És nomenat noble pel Guanarteme (nom que els aborígens canaris donaven al rei) i es trasllada al regne de Gáldar, al nord de l'illa. En aquesta època l'illa de Gran Canària estava dividida en dos regnes, el sud Telde i el nord, Gáldar. Va liderar un destacament situat en la zona nord que va oferir gran resistència a l'invasor a la muntanya Doramas, que actualment duu el nom en el seu honor. Va obtenir gran èxit com a cabdill de l'exèrcit canari, i aoxòe el convertí en un líder carismàtic entre la resistència aborigen.
Doramas va guanyar fama en la guerra, pel que el capità castellà Pedro de Vera engega una campanya decisiva contra ell, atacant-lo en els mateixos llocs on residia. El 20 d'agost de 1481 es va entaular una dura batalla en la regió d'Arucas en la qual, després d'una intensa batalla, Doramas va caure ferit d'una llançada, morint a continuació. Segons la tradició oral recollida per diversos autors, va ser el mateix Pedro de Vera qui va clavar la seva llança a Doramas per l'esquena després de la derrota d'un cavaller castellà a les mans de Doramas en lluita singular. El seu cap decapitat es va exhibir per la ciutat de Las Palmas de Gran Canària, com escarment a la població aborigen, una vegada conclosa la batalla d'Arucas el 30 de novembre de 1481 entre els guerrers del cabdill i les tropes del general castellà Pedro de Vera.
Gran Canària s'incorpora el 29 d'abril de l'any 1483 a la Corona de Castella. Després de la guerra, en el bateig a descendents de certs nobles se'ls va concedir un cognom en record del seu origen aborigen. Els descendents de Doramas van rebre com cognom el mateix nom del cabdill guanxe. En les primeres generacions, la grafia es va conservar tal qual, Doramas, però després va ser evolucionant, amb el que es va donar lloc a cognoms com De Oramas, que acabaria convertint-se en l'actual Oramas.